# Torneo de las Seis Naciones 2002

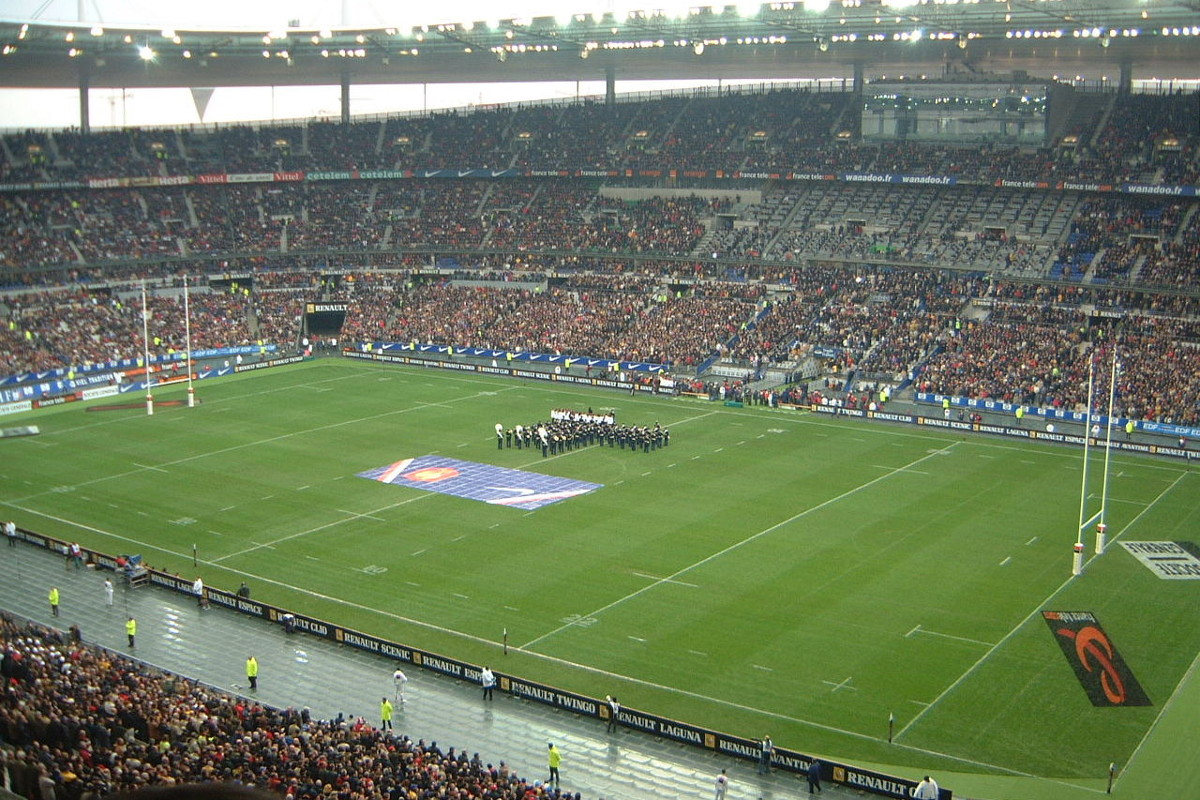
Francia contra Inglaterra en el Campeonato de las 6 naciones en 2002

El Torneo de las Seis Naciones 2002 fue la tercera edición del Torneo de las Seis Naciones. Si se incluyen las anteriores ediciones del Cuatro Naciones y Cinco Naciones, esta fue la 108.ª edición de este histórico campeonato del Hemisferio Norte. El torneo anual lo ganó Francia, que consiguió el grand slam.

## Clasificación
| Lugar | Selección  | Partidos | Partidos | Partidos  | Partidos | Puntos  | Puntos    | Puntos | Puntos  | Tabla de puntos |
| Lugar | Selección  | Jugados  | Ganados  | Empatados | Perdidos | A favor | En contra | dif.   | ensayos | Tabla de puntos |
| ----- | ---------- | -------- | -------- | --------- | -------- | ------- | --------- | ------ | ------- | --------------- |
| 1     | Francia    | 5        | 5        | 0         | 0        | 156     | 75        | +81    | 15      | 10              |
| 2     | Inglaterra | 5        | 4        | 0         | 1        | 184     | 53        | +131   | 23      | 8               |
| 3     | Irlanda    | 5        | 3        | 0         | 2        | 145     | 138       | +7     | 16      | 6               |
| 4     | Escocia    | 5        | 2        | 0         | 3        | 91      | 128       | -37    | 6       | 4               |
| 5     | Gales      | 5        | 1        | 0         | 4        | 119     | 188       | -69    | 11      | 2               |
| 6     | Italia     | 5        | 0        | 0         | 5        | 70      | 183       | -113   | 4       | 0               |

## Resultados

### Jornada 1
| 2 de febrero de 2002 | Escocia   | 3 – 29 | Inglaterra                                                                  | Murrayfield, Edimburgo, |                         |
|                      | GC: Hodge |        | Ensayos: Robinson (2), Tindall, Cohen Con: Wilkinson, Hodgson GC: Wilkinson | Árbitro(s): Steve Walsh | Árbitro(s): Steve Walsh |

| 2 de febrero de 2002 | Francia                                                 | 33 – 12 | Italia            | Stade de France, París, |  |
|                      | Ensayos: Traille, Betsen Con: Merceron GC: Merceron (7) |         | GC: Domínguez (4) |                         |  |

| 3 de febrero de 2002 | Irlanda                                                                                              | 54 – 10 | Gales                                       | Lansdowne Road, Dublín,                                   |                                                           |
|                      | Ensayos: Murphy (2), O'Connell, Hickie, Gleeson, O'Gara Con: Humphreys, O'Gara (2) GC: Humphreys (6) |         | Ensayo: S. Jones Con: S. Jones GC: S. Jones | Asistencia: 49.000 espectadores Árbitro(s): Pablo de Luca | Asistencia: 49.000 espectadores Árbitro(s): Pablo de Luca |

### Jornada 2
| 16 de febrero de 2002 | Gales                                                                       | 33 – 37 | Francia                                                                                 | Millennium estadio, Cardiff,                             |                                                          |
|                       | Ensayos: C. Quinnell, K. Morgan, Budgett Con: S. Jones (3) GC: S. Jones (4) |         | Ensayos: Marsh (2), Rougerie Con: Merceron (2) GC: Merceron (4), Traille Drop: Merceron | Asistencia: 73.500 espectadores Árbitro(s): David McHugh | Asistencia: 73.500 espectadores Árbitro(s): David McHugh |

| 16 de febrero de 2002 | Inglaterra                                                                              | 45 – 11 | Irlanda                           | Twickenham estadio, Londres, |  |
|                       | Ensayos: Greenwood (2), Wilkinson, Cohen, Worsley, Kay Con: Wilkinson (6) GC: Wilkinson |         | Ensayos: O'Gara GC: Humphreys (2) |                              |  |

| 16 de febrero de 2002 | Italia            | 12 – 29 | Escocia                                               | Stadio Flaminio, Roma,    |                           |
|                       | GC: Domínguez (4) |         | Ensayos: Townsend, Laney Con: Laney (2) GC: Laney (5) | Árbitro(s): Kelvin Deaker | Árbitro(s): Kelvin Deaker |

### Jornada 3
| 2 de marzo de 2002 | Irlanda                                                                                | 43 – 22 | Escocia                                  | Lansdowne Road, Dublín,      |                              |
|                    | Ensayos: O'Driscoll (3), Horgan, Easterby Con: Humphreys (2), O'Gara GC: Humphreys (4) |         | Ensayos: Leslie Con: Laney GC: Laney (5) | Árbitro(s): Nigel Whitehouse | Árbitro(s): Nigel Whitehouse |

| 2 de marzo de 2002 | Gales                                                                                           | 44 – 20 | Italia                                                         | Millennium estadio, Cardiff, |                         |
|                    | Ensayos: C. Morgan, James, R. Williams, S. Quinnell, Marinos Con: S. Jones (5) GC: S. Jones (3) |         | Ensayos: Checchinato, Mazzariol Con: Pez, Peens GC: Pez, Peens | Árbitro(s): Chris White      | Árbitro(s): Chris White |

| 2 de marzo de 2002 | Francia                                                            | 20 – 15 | Inglaterra                                            | Stade de France, París,  |                          |
|                    | Ensayos: Merceron, Harinordoquy Con: Merceron (2) GC: Merceron (2) |         | Ensayos: Robinson, Cohen Con: Wilkinson GC: Wilkinson | Árbitro(s): Andre Watson | Árbitro(s): Andre Watson |

### Jornada 4
| 23 de marzo de 2002 | Escocia                               | 10 – 22 | Francia                                                    | Murrayfield, Edimburgo,   |                           |
|                     | Ensayos: Redpath Con: Laney GC: Laney |         | Ensayos: Marsh (2), Galthié Con: Merceron (2) GC: Merceron | Árbitro(s): Alain Rolland | Árbitro(s): Alain Rolland |

| 23 de marzo de 2002 | Inglaterra                                                                                              | 50 – 10 | Gales                                  | Twickenham, Londres,                                    |                                                         |
|                     | Ensayos: Luger (2), Greenwood, Wilkinson, Stimpson Con: Wilkinson (5) GC: Wilkinson (4) Drop: Wilkinson |         | Ensayos: Harris Con: Harris GC: Harris | Asistencia: 75.000 espectadores Árbitro(s): Andrew Cole | Asistencia: 75.000 espectadores Árbitro(s): Andrew Cole |

| 23 de marzo de 2002 | Irlanda                                              | 32 – 17 | Italia                                                         | Lansdowne Road, Dublín, |                         |
|                     | Ensayos: Kelly (2), Hickie GC: Humphreys (4), O'Gara |         | Ensayos: Ma. Bergamasco, De Carli Con: Domínguez (2) GC: Peens | Árbitro(s): Rob Dickson | Árbitro(s): Rob Dickson |

### Jornada 5
| 6 de abril de 2002 | Francia                                                                              | 44 – 5 | Irlanda   | Stade de France, París,   |                           |
|                    | Ensayos: Betsen (2), Brusque (2), Rougerie Con: Merceron (2) GC: Merceron (4), Gelez |        | Try: Wood | Árbitro(s): Paddy O'Brien | Árbitro(s): Paddy O'Brien |

| 6 de abril de 2002 | Gales                                               | 22 – 27 | Escocia                                              | Millennium estadio, Cardiff,    |                                 |
|                    | Bandera: R. Williams Con: S. Jones GC: S. Jones (5) |         | Bandera: Bulloch (2) Con: Laney GC: Laney (4), Hodge | Asistencia: 78.000 espectadores | Asistencia: 78.000 espectadores |

| 7 de abril de 2002 | Italia            | 9 – 45 | Inglaterra                                                                                          | Stadio Flaminio, Roma,    |                           |
|                    | GC: Domínguez (3) |        | Bandera: Greenwood (2), Cohen, Robinson, Dallaglio, Healey Con: Wilkinson (5), Dawson GC: Wilkinson | Árbitro(s): Mark Lawrence | Árbitro(s): Mark Lawrence |